# Oliose
Oliose ist reduzierendes Monosaccharid. Strukturell ist es eine Aldohexose und ein Desoxyzucker.

## Vorkommen

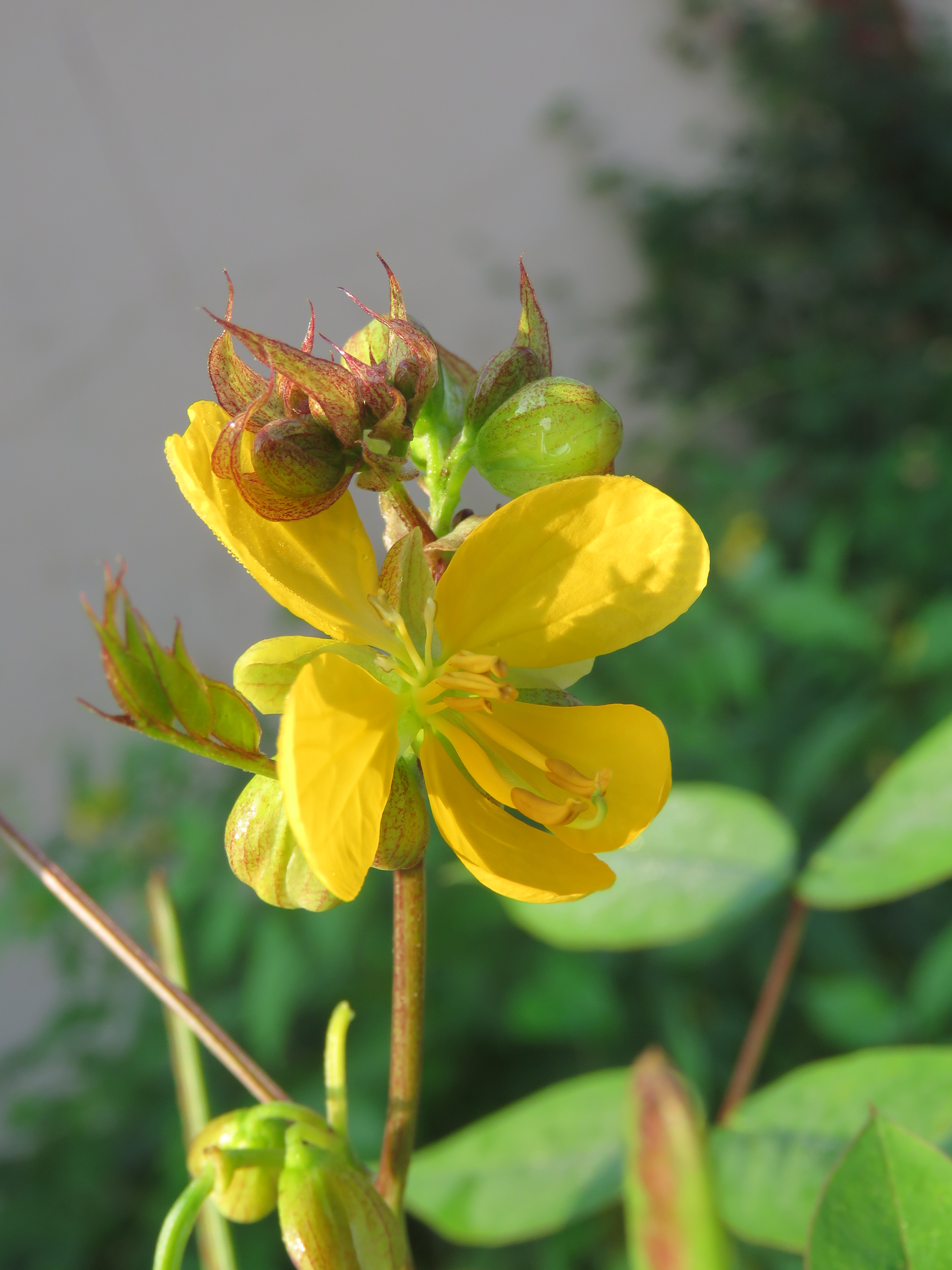
Cassia torosa

Oliose ist Bestandteil verschiedener natürlich vorkommender Glycoside, insbesondere bakterieller Antibiotika der Streptomyces. Olivomycin und Mithramycin enthalten β-D-Oliose. Elaiophylin und Brasilinolid A enthalten α-D-Oliose. Esperamicine enthalten α-L-Oliose und Sasquamycine enthalten sowohl α-L- als auch β-D-Oliose.
Cassia torosa aus der Pflanzengattung der Kassien enthält ebenfalls zwei β-D-Olioside (Oliose-Glycoside), die Torosaflavone.

Pyranoseformen der Oliose. Oben links α-D, oben rechts α-L, unten links β-D, unten rechts β-L.

## Synthese
D-Oliose kann in einer achtstufigen Synthese aus D-Galactose hergestellt werden.

## Verwandte Verbindungen
Es existieren vier Enantiomerenpaare der 2,6-Didesoxyhexosen. Die anderen drei sind Digitoxose, Olivose und Boivinose.